# Voorlopige invrijheidstelling
Voorlopige invrijheidstelling (Frans: mise en liberté provisoire) is een maatregel in het Belgisch strafrecht waarmee veroordeelden tot een korte gevangenisstraf vervroegd kunnen vrijkomen. De uitvoering van de resterende vrijheidsstraf wordt opgeschort tot het strafeinde bereikt is. De maatregel is voornamelijk bedoeld om de chronische overbevolking in de Belgische gevangenissen te ontlasten. Het feit dat ook de verkorte termijnen in veel gevallen niet worden uitgevoerd, is een van de problematieken die magistraten doen spreken over een crisis in de strafuitvoering.
Het vrijlaten van in aanmerking komende gedetineerden gebeurt ambtshalve door de gevangenisdirecteur op algemene instructie van de minister van Justitie. Sinds 2006 zou het wettelijk moeten toekomen aan de strafuitvoeringsrechter, maar de regering heeft dit nooit in voege doen treden.

## Overzicht
Het inkorten van de vrijheidsstraffen wordt regelmatig aangepast in functie van de druk in het gevangeniswezen. Hierna volgt een overzicht van de termijnen volgens de omzendbrief van 2017.

### Termijnen voor hoofdgevangenisstraffen
Voor definitief veroordeelden tot hoofdgevangenisstraf(fen) met een uitvoerbaar gedeelte van niet meer dan drie jaar, gelden de volgende inkortingen:
- Wie een straf uitzit van 6 tot en met 7 maanden: vrij na 1 maand gevangenis
- Wie een straf uitzit van 7 maanden tot en met 1 jaar: vrij na 2 maanden gevangenis
- Wie een straf uitzit van 1 tot en met 2 jaar: vrij na 4 maanden gevangenis
- Wie een straf uitzit van 2 tot en met 3 jaar: vrij na 8 maanden gevangenis

In de praktijk is het de norm dat de veroordeelden in deze categorie na de eerste dag gevangenis in strafonderbreking gaan en terug naar huis mogen in afwachting van het activeren van elektronisch toezicht.

### Termijnen voor vervangende gevangenisstraffen
Voor definitief veroordeelden tot vervangende gevangenisstraf(fen) met een uitvoerbaar gedeelte van niet meer dan drie jaar, gelden de volgende inkortingen:
- Wie een straf uitzit van niet meer dan 4 maanden: vrij na 15 dagen gevangenis
- Wie een straf uitzit van 4 maanden tot en met 7 maanden: vrij na 1 maand gevangenis
- Wie een straf uitzit van 1 tot en met 2 jaar: vrij na 4 maanden gevangenis
- Wie een straf uitzit van 2 tot en met 3 jaar: vrij na 8 maanden gevangenis

In de praktijk worden vervangende gevangenisstraffen voor een geldboete in het geheel niet uitgevoerd.

## Voorwaarden
Om in aanmerking te komen voor voorlopige invrijheidstelling, moet voldaan zijn aan de voorwaarden uit de omzendbrief van 2015. Het gaat dan voornamelijk om afwezigheid van tegenindicaties.

## Voetnoten
1. ↑  Strafuitvoering: het kneusje van de strafketen, p. 10 (mercuriale uitgesproken door de procureur-generaal van Antwerpen op 3 september 2018)